# Colle Isarco (stacja kolejowa)
Colle Isarco (wł. Stazione di Colle Isarco, niem: Bahnhof Gossensaß) – stacja kolejowa w Gossensaß (wł. Colle Isarco), w prowincji Bolzano, w niemieckojęzycznym regionie Trydent-Górna Adyga, we Włoszech. Znajduje się na linii Werona – Innsbruck.

## Położenie
Stacja Gossensaß jest pierwszym przystankiem w Wipptal na południe od Przełęczy Brenner, do której linia kolejowa wznosi się stąd do Pflerschtunnel. Znajduje się na wysokości 1066 metrów w pobliżu centrum Gossensaß, ważnej miejscowości gminy Brenner

## Linie kolejowe
- Werona – Innsbruck

## Historia
Stacja Gossensaß została otwarta w 1867 roku wraz z całym odcinkiem Kolei Brennerskiej między Innsbruckiem a Bolzano.